# 小行星3661
小行星3661（3661 Dolmatovskij）是一颗绕太阳运转的小行星，为主小行星带小行星。该小行星于1979年10月16日发现。

## 轨道参数
小行星3661的轨道半长轴为2.9312131 UA，离心率为0.051。